# Тамара (имя)
Тама́ра — современный русский вариант библейского женского имени Фамарь (ивр. תָּמָר‎, Тамар — «финиковая пальма», эталон красоты на Древнем Ближнем Востоке). Давалось в память о праматери династии Дома Давида и через него — Иисусa. В русскую культуру проникло в форме, принятой в Грузии.
Разговорные формы — То́ма. Уменьшительно-ласкательные формы — Тамарочка, Томочка, английское Тамми, грузинские Тамуна, Тамрико. Фамильярные формы — То́мка, То́мра.

## Именины
Православные: 
Именины 14 мая 
- Собор новомучеников и исповедников Церкви Русской (подвижная дата),
- 18 апреля (1 мая),
- Неделя святых жён-мироносиц (подвижная дата),
- 1 мая (14 мая),
- 2 (15) декабря.